# جک هادجینیان
جک هادجینیان (انگلیسی: Jack Hadjinian؛ زادهٔ ۱۹۷۷) سیاست‌مدار ارمنی‌تبار اهل ایالات متحده آمریکا است وی از سال ۲۰۱۴ شهردار مونت‌بلو، کالیفرنیا می‌باشد.
پدربزرگ جک هادجینیان از بازماندگان نسل‌کشی ارمنی‌ها می‌باشد. وی از دانشگاه کالیفرنیای جنوبی فارغ‌التحصیل شده‌است. هادجینیان در ۸ نوامبر ۲۰۱۱ به عضویت شورای شهر مونت‌بلو درآمد. وی یکی از اعضای بنیاد خواهرخواندگی شهرهای مونت‌بلو-استپاناکرت می باشد.